# Слепа Степанија
Слепа Степанија била је једна од слепих жена певачица и спада у ред Вукових певача.
Родом је била из Јадра, као и сам Вук. Од ње је Вук чуо песму „Свеци благо деле”, једну од најпознатијих неисторијских песама, затим песму „Царица Милица” и „Владета војвода”, као и песме о светом Сави и светом Николи. Степанија није била иноватор, већ је верно преносила старе варијанте песама.